# Курбатово (Ачинский район)
Курбатово — деревня в Ачинском районе Красноярского края России. Входит в состав Причулымского сельсовета. Находится на левом берегу реки Чулым, вблизи места впадения в неё реки Кирюшка, примерно в 6 км к северо-северо-западу (NNW) от районного центра, города Ачинск, на высоте 192 метров над уровнем моря.

## Население
| 1989 | 2002 | 2010 |
| ---- | ---- | ---- |
| 47   | ↗69  | ↗87  |

Гендерный состав
По данным Всероссийской переписи населения 2010 года 49 мужчин и 38 женщин из 87 чел.

## Улицы
Уличная сеть деревни состоит из 9 улиц.